# Острецово (Тульская область)
Острецово — село в Заокском районе Тульской области России.
В рамках административно-территориального устройства входит в Пахомовский сельский округ Заокского района, в рамках организации местного самоуправления включается в Демидовское сельское поселение.
Как полагают, этимология название села произошло от соседнего с селом урочища, на котором в большом пространстве росла трава <<Острец>>. 

## География
Расположено на реке Ощеп (притоке Скниги). Расстояние от Москвы  — 100 км, Тулы — 60 км, Алексина 35 км, районного центра Заокский с музеем-вокзалом Тарусская — 5 км.

## Население
| 1859 | 1915 | 2002 | 2010 |
| ---- | ---- | ---- | ---- |
| 175  | ↗221 | ↘94  | ↘79  |

## История
Время образования прихода, по всей вероятности, относится к 1-й половине XVIII столетия, потому что до постройки нового храма (1765), уже стояла деревянная церковь, сгоревшая от молнии. Колокольня его, стоявшая отдельно, не пострадала и просуществовала (до 1845), когда была разобрана. Построенный вновь (1765) деревянный храм освящён в честь Аргистратина Михаила. На содержание храма поступали проценты с капитала 1400 рублей. Притч церкви состоял из священника и псаломщика и пользовались церковной землёю в количестве 110 десятин.
В состав прихода, кроме села входили деревни: Алексеево, Иншино, Клишино, Игнатово, Шигостово и Пахомово, станция Московско-Курской железной дороги. Прихожанами всего (1875) числилось 474 мужского пола и 486 женского пола и 5 раскольников. При церкви открыта (с 1869) земская школа.
В настоящее время селе расположены руины недостроенной церкви начала XX века.